# Rivière Reboul Nord
Pour les articles homonymes, voir Reboul.
La rivière Reboul Nord coule dans la région administrative de la Gaspésie-Îles-de-la-Madeleine, au Québec, au Canada, dans les municipalités régionales de comté de :
- MRC Le Rocher-Percé : dans le canton de Raudin qui fait partie du territoire non organisé de Mont-Alexandre ;
- MRC de Bonaventure : dans les cantons de Guéguen et de Reboul du territoire non organisé de Rivière-Bonaventure.

La rivière Reboul Nord est un affluent de la rive Nord de la rivière Reboul laquelle coule vers l'Ouest jusqu'à la rive Est de la rivière Bonaventure ; cette dernière coule à son tour vers le Sud pour se déverser sur la rive Nord de la Baie-des-Chaleurs. Cette grande baie s'ouvre vers l'Est sur le golfe du Saint-Laurent.

## Géographie
La rivière Reboul Nord prend sa source de ruisseaux de montagne dans le canton de Raudin, dans le territoire non organisé de Mont-Alexandre. La source de la rivière Reboul Nord se situe en zone montagneuse à :
- 0,9 km au Nord-Est de la limite du canton de Guéguen ;
- 1,5 km à l'Ouest du cours de la rivière du Grand Pabos ;
- 19,1 km à l'Est de la confluence de la rivière Reboul Nord ;
- 60,0 km au Nord-Est de l'embouchure du "Havre de Beaubassin" dans lequel se déverse la rivière Bonaventure.

La rivière Reboul Nord coule généralement vers le Sud-Ouest dans une vallée encaissée. À partir de sa source, le cours de la rivière coule dans une vallée encaissée sur 32,8 km surtout en zones forestières, selon les segments suivants :
Cours supérieur de la rivière (segment de 17,9 km)
- 2,8 km vers le Sud-Est, dans le canton de Raudin dans le territoire non organisé de Mont-Alexandre, jusqu'à la limite du canton de Guéguen ;
- 2,0 km vers le Sud-Ouest dans le canton de Guéguen, jusqu'à la confluence d'un ruisseau (venant du Nord) ;
- 2,4 km vers le Sud-Ouest, jusqu'à un ruisseau (venant du Sud-Est) ;
- 1,5 km vers le Sud-Ouest, jusqu'à la confluence d'un ruisseau (venant du Nord) ;
- 0,4 km vers le Sud, jusqu'à un ruisseau (venant du Sud-Est) ;
- 4,4 km vers le Sud-Ouest, jusqu'à la confluence d'un ruisseau (venant du Sud) ;
- 4,4 km vers l'Ouest, jusqu'à un ruisseau (venant du Nord) ;

Cours inférieur de la rivière (segment de 14,9 km)
- 0,9 km vers le Sud, jusqu'à la limite du canton de Reboul ;
- 2,0 km vers le Sud, en serpentant jusqu'à la confluence d'un ruisseau (venant de l'Est) ;
- 4,0 km vers le Sud, puis l'Ouest, jusqu'à la confluence d'un ruisseau (venant du Nord) ;
- 8,0 km vers le Sud-Ouest formant une courbe vers le Sud-Est, jusqu'à sa confluence[2].

La rivière Reboul Nord se déverse sur la rive Est de la rivière Reboul. La confluence de la rivière Reboul Nord est située à :
- 4,1 km à l'Est de la confluence de la rivière Reboul ;
- 2,0 km au Nord de la limite du canton de Garin ;
- à 41,5 km au Nord de l'embouchure du "Havre de Beaubassin" dans lequel se déverse la rivière Bonaventure.

## Toponymie
Les Micmacs de la région désignent la "rivière Reboul Nord" sous l'appellation "Pesge'g Sipu'ji'j" ou "Pesgeg tjipotjitj", signifiant selon les sources « ruisseau coulant dans l'arrière-pays » ou « ruisseau détourné ».
Le terme "Reboul" constitue un patronyme de famille.
Le toponyme "rivière Reboul Nord" a été officialisé le 5 décembre 1968 à la Commission de toponymie du Québec.